# Моховинка вузлувата
{{#ifeq:0|0|{{#if:|{{#if:Saginanodosa|[[]}}|}}}}
Моховинка вузлувата (Sagina nodosa) — вид трав'янистих рослин родини гвоздичні (Caryophyllaceae). Етимологія: лат. nodosa — «вузлуватий».

## Опис
Багаторічні рослини. Стебла варіюються від висхідних до вільно розкиданих або сланких, прості або містять від кількох до багатьох бічних гілок з кількома крихітними, соковитими, шилоподібними листками. Квіти кінцеві й пахвові; пелюстки від еліптичних до округлих, 3–4.5 мм, у ≈ 2 рази довші від чашолистків; тичинок 8 чи 10. Капсули 3–4 мм, довші за чашолистки. Насіння темно-коричневе, від яйцюватого до ниркоподібного, стисле з боків, 0.5 мм, гладке або галькове.

## Поширення
Північна Америка (Гренландія, Канада, пн.-сх. США); Європа (Білорусь, Естонія, Латвія, Литва, Україна, Австрія, Бельгія, Чехія, Німеччина, Угорщина, Нідерланди, Польща, Словаччина, Швейцарія, Данія, Фінляндія, Ісландія, Ірландія, Норвегія, Швеція, Велика Британія, Румунія, Португалія, Іспанія); Азія (Сибір: Росія).
В Україні зростає на вологих місцях у лісах, на болотах у Поліссі, лісостепу, спорадично.

## Галерея

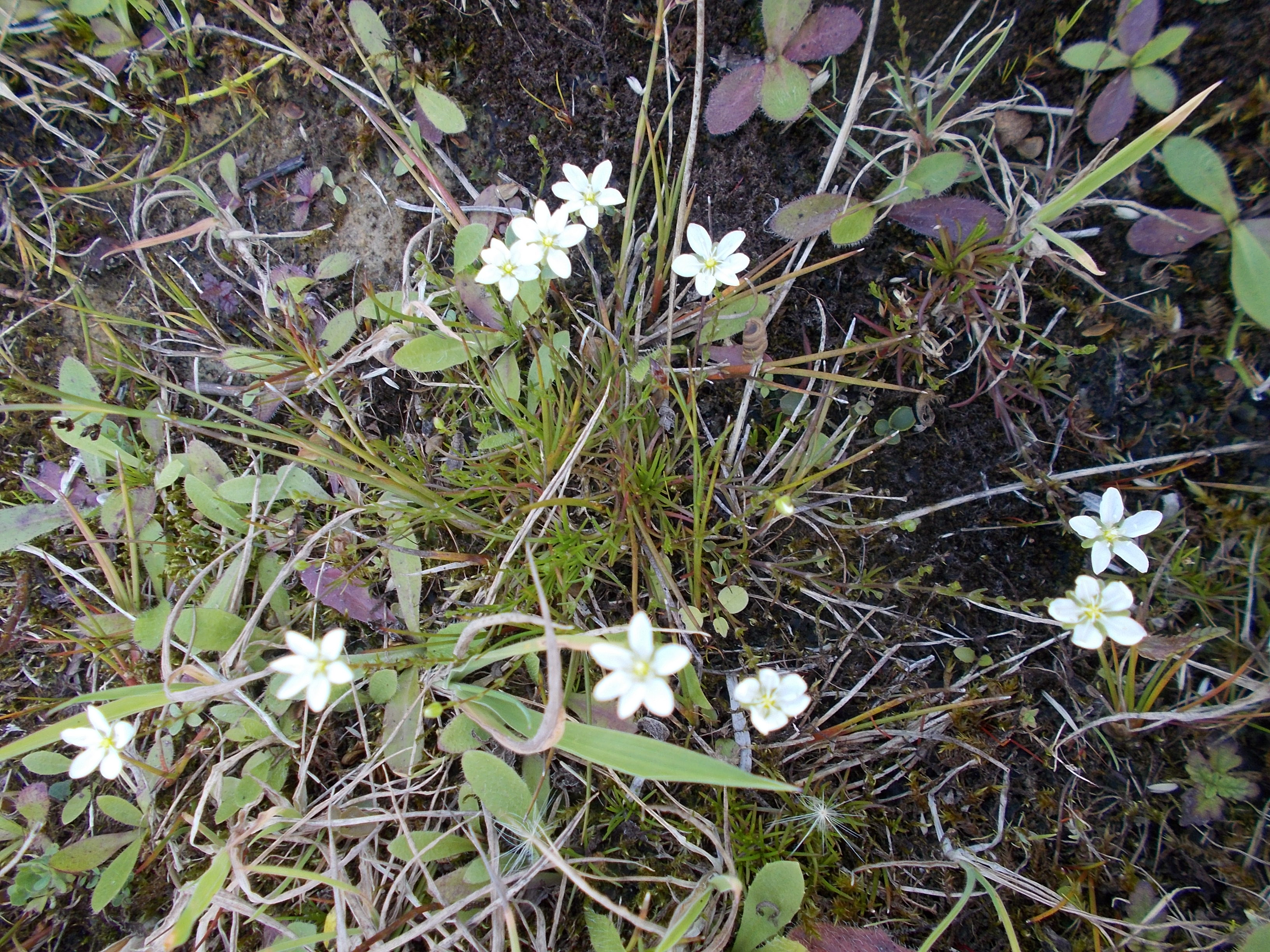
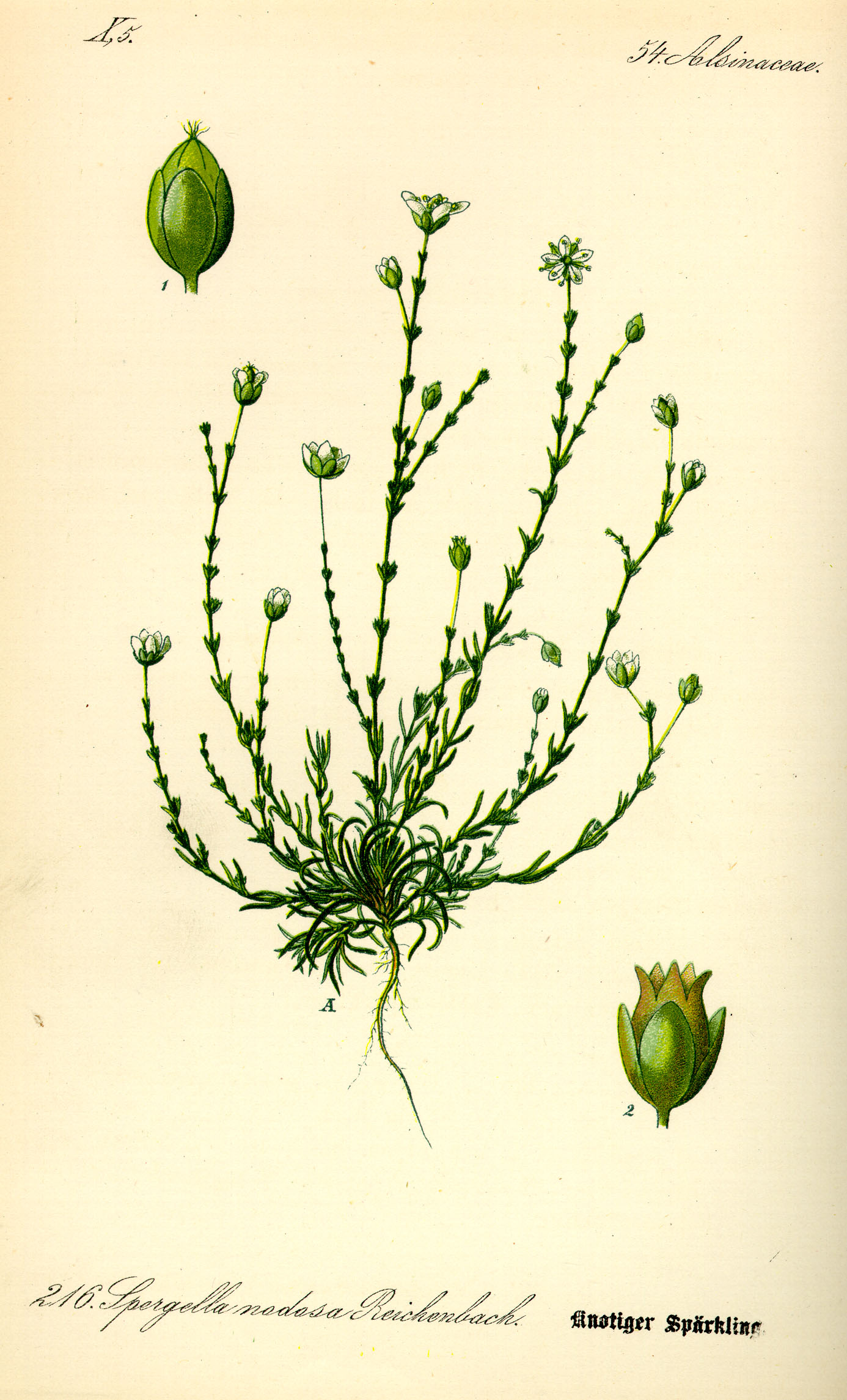